# KissHug
《KissHug》，日本女性創作歌手aiko的第24張單曲。2008年7月23日發行。

## 簡介
前作《兩人》約4個月之後發行。是首張用外語（拉丁字母）作為標題的單曲。
收錄三首歌曲。其中A面曲《KissHug》被用作井上真央、松本潤主演的人氣電視劇《流星花園》的電影劇場版《流星花園Final》的插曲。是aiko首次演唱電影插曲。aiko本身就是《流星花園》漫畫和電視劇的忠實讀者和觀眾，在得知自己將演唱電影插曲之後異常興奮。aiko也參與了電影的部分宣傳活動。之所以取「KissHug」作為標題，是因為當時aiko正忙於其巡迴演唱會「Love Like Pop Vol.11」，看到會場上有賣團是「×○×○」（經常在英文書信末尾處使用，「×」表示「Kiss 接吻」，「○」表示「Hug 擁抱」）的T恤，於是就把歌名取作「KissHug」。別名（杉菜的主題歌），來源自《流星花園》的女主角「牧野杉菜」的角色。PV在神奈川縣橫濱市的日本大通周邊拍攝。
其中一首c/w曲《水與香檳》是aiko10年前在大阪居住時作的歌，此次重新編曲收錄。
單曲在Oricon公信榜最高排行第2位，總銷量超過10萬張。
這是第59回NHK紅白歌合戰的演唱歌曲。

## 收錄曲目
1. KissHug
電影《流星花園Final》的插曲
岩手可愛電視台《Break Point!》2008年8月的結束歌曲
2. 線香花火
日本電視台《The Sunday》2008年8月—9月的結束歌曲
3. 水與香檳（水とシャンパン）
4. KissHug （instrumental）

全 作詞、作曲：AIKO；編曲：島田昌典

## 外部連結
- 唱片介紹